# Egyptische muurgekko
De Egyptische muurgekko (Tarentola annularis) is een hagedis die behoort tot de gekko's en de familie Phyllodactylidae.

## Naam en indeling
De wetenschappelijke naam van de soort werd voor het eerst voorgesteld door Étienne Geoffroy Saint-Hilaire in 1827. Oorspronkelijk werd de wetenschappelijke naam Gecko annularis gebruikt. De soortaanduiding annularis betekent vrij vertaald 'voorzien van ringen'.

### Ondersoorten
De Egyptische muurgekko kent twee ondersoorten die onderstaand zijn weergegeven, met de auteur en het verspreidingsgebied.
| Naam                        | Auteur                          | Verspreidingsgebied       |
| --------------------------- | ------------------------------- | ------------------------- |
| Tarentola annularis         | Geoffroy De Saint-Hilaire, 1827 | De rest van het areaal.   |
| Tarentola annularis relicta | Joger, 1984                     | Soedan, Kameroen, Oeganda |

## Uiterlijke kenmerken
De lichaamskleur is meestal donkerbruin met zwarte vlekken of banden met vele zeer kleine, puntige bultjes over de gehele bovenzijde, de kleuren en patronen variëren echter behoorlijk. De soort lijkt op de muurgekko (Tarentola mauritanica), maar deze laatste soort blijft kleiner en heeft grotere stekeltjes aan de zijkanten van de staart. Een typisch kenmerk van de Egyptische muurgekko zijn de vier witte vlekjes op de rug bij de schouders, die bij de muurgekko ontbreken. Beide soorten hebben een breed en afgeplat lichaam en een relatief zware bepantsering van grote, stevige schubben op de rug, staart en poten. De maximale lichaamslengte inclusief staart is ongeveer 20 centimeter, de muurgekko blijft ongeveer 15 cm. De hechtkussentjes of lamellae zijn opvallend groot. De grote ogen steken duidelijk uit en hebben een verticale, spleetvormige pupil, de iris is goudbruin van kleur.

## Levenswijze
De Egyptische muurgekko klimt graag op muren hoewel de bodem ook wel betreden wordt. Vochtopname geschiedt door dauwdruppels op te likken en het voedsel bestaat voornamelijk uit insecten die zoals de meeste soorten gekko's 's nachts worden bejaagd. Ook worden weleens kleine hagedissen gegeten, waaronder de eigen jongen; deze gekko is kannibalistisch. De muurgekko kan lang zonder water. Het vrouwtje zet in de regel twee eitjes per legsel af, maar produceert meerdere legsels per jaar.
Bij verstoring worden gillende geluiden geproduceerd om af te schrikken, bij aanraking zal de gekko proberen te bijten.

## Verspreiding en habitat
De Egyptische muurgekko komt voor in het noordelijke gedeelte van Afrika, rond de woestijn de Sahara in de landen Tsjaad, de Centraal-Afrikaanse Republiek, Egypte, Eritrea, Ethiopië, Kameroen, Libië, Mali, zuidelijk Marokko, Mauritanië en Somalië. Ook op het schiereiland Sinaï tussen Egypte en Israël komt de gekko voor en er zijn een aantal landen waarvan vermoed wordt dat deze tot het verspreidingsgebied behoren, zoals Saoedi-Arabië, Senegal, Gambia, Burkina Faso, Djibouti, Kaapverdië en Niger.
De gekko is daarnaast geïntroduceerd in Israël en in de staat Florida in de Verenigde Staten, vermoedelijk door exemplaren die ontsnapt zijn uit een dierenwinkel. Gevreesd wordt dat de gekko vanwege zijn grootte en gewoonte ook kleine gewervelden te eten, een gevaar vormt voor inheemse kikkers en hagedissen.
De habitat bestaat uit droge savanne, droge tropische en subtropische scrublands en rotsige omgevingen. Ook in door de mens aangepaste streken zoals landelijke tuinen en stedelijke gebieden kan de hagedis worden gevonden, de gekko worden vaak gezien in huizen.

## Beschermingsstatus
Door de internationale natuurbeschermingsorganisatie IUCN is de beschermingsstatus 'veilig' toegewezen (Least Concern of LC).